# HARRY (ディスクジョッキー)
HARRY（ハリー、7月6日 - ）は、日本のラジオDJ、ナレーター。シグマ・セブン所属。
ラジオ番組への出演とテレビ番組でのナレーションを主とする活動を展開。モータースポーツ関連の仕事にも携わっており、日本各地で行われるカーレースでの実況を担当する。
生年、本名、出身地については非公表となっている。

## 出演

### ラジオ番組
- Driving Navigator by ADVAN（TOKYO FM）
- TOKYO TOWER presents "Club333" Sound-scape（TOKYO FM）
- Movie goer's box（TOKYO FM）
- 今夜は楽しまナイト（ミュージックバード）
- MIDNIGHT STORM（ミュージックバード）
- ベストセラーファイル（BS BIRD）
- ジャズ万歳（BS BIRD）
- BAY MORNING（bayfm、2001年 - 2002年）
- 午後“生”スタジアム〜ビタミンU〜（USEN）
- 東京タワー presents DIAMOND VEIL（TOKYO FM）
- 麻衣的亜州電波〜Mai's Asian Wave〜（TBSラジオ）
- Sunday SALUS → Link〜Sunday〜（FM Salus、2015年 - 2022年3月）
- Bee Up! Setagaya（エフエム世田谷、2016年 - ）

### ネット配信番組
- HTN（Ustream）

## ナレーション

### テレビ番組
- おしえてア・ゲ・ル（TBS）
- MOVIE NEWS HEADLINE（COMIN' SOON TV）
- RUGBY PLANET（J SKY SPORTS）
- Jリーグナイト!（J SKY SPORTS）
- 深夜の星（TBS）
- F-2（フジテレビ）
- ケンタロウの遊びに行こうよ（Foodies TV）
- 汐留スタイル!（日本テレビ） - 月曜担当
- TVじゃらん（Act On TV）
- スポ通Boomer → @ccess!! BOOMER（J SPORTS）
- テレつく!（日本テレビ）
- NNNきょうの出来事（日本テレビ）
- トウキョウリラックス 〜TOKYO RE:LUXE〜（BS朝日）
- アナ☆パラ（日本テレビ）
- 徳光和夫のトクセン!!（BS日テレ）
- ワールドゴルフNavi（WOWOW）
- 今夜くらべてみました（日本テレビ）
- アリスのおいしい革命（NHK BSプレミアム、2013年 - 2014年）
- 直撃LIVE グッディ!（フジテレビ）
- 芹澤信雄のゴルフアカデミー（WOWOW）